# Bibliothèque de Birmingham
La bibliothèque de Birmingham est une bibliothèque publique située à Birmingham, en Angleterre. Elle est située à l'ouest du centre ville (en), à la place du centenaire (en), à côté du Birmingham Rep (en) (avec lequel elle est connectée et partage certaines installations) et de la Baskerville House (en). À son ouverture le 3 septembre 2013, elle remplace la bibliothèque de Birmingham Central. Elle est perçue par le conseil municipal de Birmingham (en) comme un projet phare du redéveloppement municipal (en). 
Le coût de sa construction est estimé à 188,8 millions de livres sterling (£). Elle est décrite comme étant la plus grande bibliothèque publique du Royaume-Uni ainsi que le plus grand espace culturel public de l'Europe,,.

## Histoire
Le conseil municipal de Birmingham a cherché pendant plusieurs années un endroit pour relocaliser la bibliothèque de Central Birmingham. Il a d'abord pensé établir la nouvelle bibliothèque dans le quartier Est (en) de la ville, qui bénéficiait d'une ouverture à la suite de la démolition du Masshouse Circus (en). Des plans d'une bibliothèque dans les environs ont été faits par Richard Rogers. Cependant, à la suite de doutes exprimées sur l'endroit et pour des raisons financières, l'idée a été abandonnée. 
Le conseil de ville a par la suite suggéré que la bibliothèque soit divisée dans deux bâtiments, l'un situé entre le théâtre Rep (en) et Baskerville House (en) à la place du centenaire (en), et l'autre situé à Millennium Point (en).
En août 2006, le conseil confirme que le site de la future bibliothèque sera entre le théâtre Rep et Baskerville House. Il engage Capita Symonds (en) pour le projet, avec pour objectif de créer « un monument civil de classe mondiale à la place du centenaire. » Peu après, l'idée des deux sites est abandonnée et on décide de rapatrier les archives ainsi que les collections spéciales à la place du centenaire,.
Le 27 mars 2008, après un concours international géré par le Royal Institute of British Architects, on annonce sept firmes d'architectes finalistes pour le projet : Foreign Office Architects, Foster and Partners, Hopkins Architects (en), Mecanoo (en), Office for Metropolitan Architecture, Schmidt hammer lassen (en) et Wilkinson Eyre.
Au début août 2008, on annonce que Mecanoo, ainsi qu'une équipe multidisciplinaire d'ingénieurs de Buro Happold, ont gagné la compétition. Le 2 avril 2009, à l'occasion d'un événement organisé pour souligner le lancement du projet, des plans plus détaillés de la bibliothèque sont révélés par le conseil.

### Construction
Francine Houben, du cabinet d'architecture Mecanoo déclare vouloir "créer un palais du peuple". Le bâtiment en verre et en métal de 35 000m2 à la façade richement décorée, dispose d'un niveau souterrain situé sous le Centenary Square. On y trouve aussi un centre de soins et de loisirs, des salles d'exposition, des cafés, un espace lounge et un auditorium de 300 places.

### Ouverture
L'ouverture officielle de la bibliothèque est menée par Malala Yousafzai le 3 septembre 2013. Avant de dévoiler une plaque commémorative, elle a affirmé : « N'oublions jamais que même un seul livre, un seul crayon, un seul professeur peut changer le monde. ». L'ouverture s'est également faite en présence du ministre de la Culture, des Communications et des Industries créatives Ed Vaizey. 
La première semaine, la bibliothèque reçoit 83 801 visiteurs[réf. souhaitée].
Elle reçoit 2.7 millions de visiteurs lors de sa première année d'ouverture.